# Johan Fredrik Belin

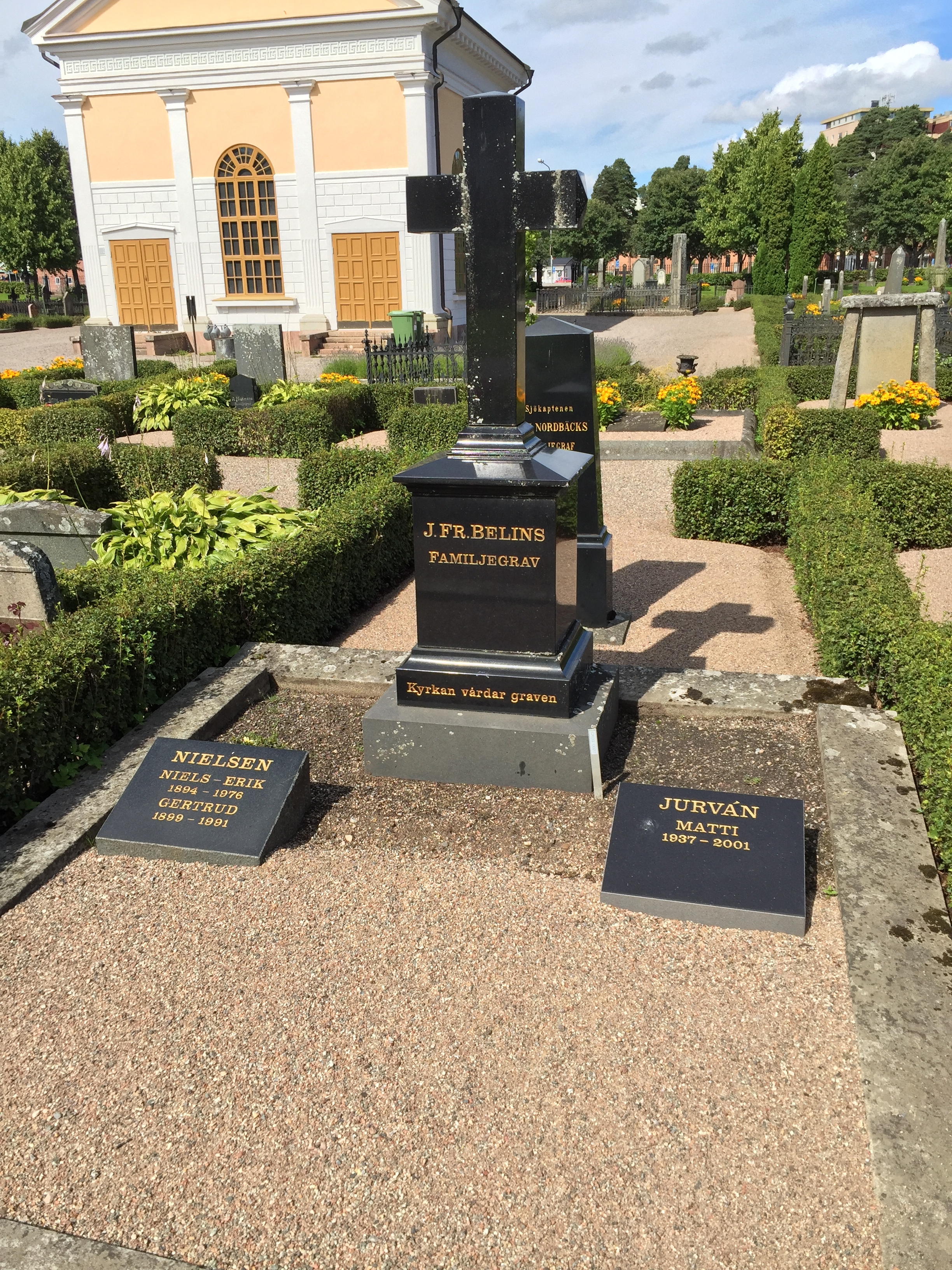
Belins familjegrav

Johan Fredrik Belin, född i mars 1844 i Stora Nickarvet, död 2 februari 1930 i Gävle, var en svensk fabrikör verksam i Gävle. 
I oktober 1862 uppgavs att ynglingen Joh. Fr. Belin hade flyttat från Finnhyttan till Gävle.
Från 1869, efter stadsbranden, drev han affärsverksamhet tillsammans med Johan Erik Johansson från Husby socken i firman ”Belin & Johansson”. Detta samarbete pågick i 50 år innan de båda 1919 överlät verksamheten i andra händer. 
År 1897 köpte Belin av snickerifabrikören N G Wahlman ett lantställe ute på Norrlandet, norr om Gävle. Stället kallas idag för Borgvik. Då kallades villorna på tomten för Lilla och Stora Nyborg. Samma år övertog han Keventers klädesfirma, som han drev under namnet Norrköpings klädesmagasin. Den butiken fanns kvar i hans regi så länge han levde.
I folkräkningarna står han som skräddar-mästare åren 1880, 1890 och 1900. År 1910 titulerar han sig skräddarfabrikör. Flera offentliga uppdrag anförtroddes åt honom. Under 25 år var han ledamot av stadsfullmäktige. Från 1886 fram till sin död var han medlem av styrelsen för Gefle stads sparbank. Han var mångårig medlem i styrelsen för Gefle stads sinnesslöanstalt och var ordförande i styrelsen för pantlånekontoret. Dessutom var han ledamot av fattigvårdsstyrelsen samt fram till 29 december 1919 kyrkovärd. Dödsrunan för Belin beskriver honom som ”…en försynt och gedigen man, som gjort sig livligt uppskattad inom den stora vänkrets han förvärvat sig.”
Begravningen skedde i Heliga Trefaldighetskyrkan och kistan gravsattes sedan i familjegraven på gamla kyrkogården, där den ”hänsovne” tackades av de närmast sörjande, kollegor och prosten J. F. Högfors.